# Evolve (відеогра)
Evolve — відеогра у жанрі шутера від першої особи, розроблена американською компанією Turtle Rock Studios. Evolve являє собою науково-фантастичний кооперативний шутер, у якому команда з чотирьох гравців-мисливців протистоїть гравцю-одинаку, який керує інопланетним монстром. Протягом матчу звір росте і «еволюціонує», стаючи сильнішим та небезпечнішим.

## Фабула гри
Події гри розвиваються на планеті Шир (англ. Shear) на яку прилітає людство у далекому майбутньому. Колонії, які були тут утворені, вважаються найбільш цінними у цьому регіоні космосу. І скоро вони починають зазнавати атак інопланетних монстрів. Разом з тим колишній приборкувач Вільям Кебот (англ. William Cabot) повертається з пенсії для того, щоб протистояти даній загрозі. Він набирає команду мисливців, яка складається з ветеранів війни, психопатів, професіоналів та покидьків суспільства для того щоб знищувати монстрів на планеті Шир.

## Геймплей

### Режими гри
Полювання
Мисливці повинні вбити монстра до того, як він зруйнує реле живлення. Звір повинен досягнути третього рівня еволюції для того, щоб мати можливість зруйновати реле. Як опція, монстр може вбити усіх мисливців на карті на будь-якому рівні.
Гніздо
Шість яєць монстра розкидано по карті. Монстр повинен захищати їх від мисливців протягом 18-ти хвилин та також може висідити одне з яєць для того, щоб вилупився помічник. Мисливці повинні зруйнувати усі яйця та вбити усіх помічників монстра за відведений час.
Порятунок
Поранені колоністи намагаються втекти від монстрів і розміщені у довільному порядку на карті. Мисливці повинні знайти, вилікувати і захищати їх до тих пір, поки вони не евакуюються. Монстр повинен вбити як можна більше колоністів. Хто перший врятує (вб'є) п'ять колоністів — переможець.
Оборона
Заправочна станція корабля перебуває під нападом монстра третього рівня і маленькими Голіафами. Мисливці повинні захищати станцію, поки корабель не буде повністю заправлений, у той час як монстр повинен зруйнувати два генератори, щоб отримати доступ до джерела живлення корабля.
Гра пропонує дві різні структури для цих ігрових режимів: Швидка Гра, яка також дає доступ до одиночних місій та Евакуація, яка являє собою п'ятиматчеве протистояння з сюжетом. У Евакуації кожен матч дає переможцям перевагу під час наступного матчу (наприклад, якщо Атомна Станція була зруйнована, то це вивільняє отруйні гази, до яких монстр стійкий або, якщо вона була захищена, то на карті з'являться автономні турелі, які будуть стріляти по монстру. Евакуація завжди закінчується місією Оборони.

#### Гра при менш ніж п'яти активних гравцях
Зазвичай, п'ять гравців грають на одній карті (чотири мисливці проти одного монстра). Але також можлива гра у всіх ігрових режимах про кількості гравців, менше ніж п'ять. Управління неактивними мисливцями або монстром бере на себе комп'ютер (так звані боти). Боти можуть управляти навіть усіма чотирма персонажами при одному активному гравцеві.

### Протагоністи

#### Мисливці
Слідопити:
Класова здібність — це купол-арена для утримання монстра у вибраній ділянці карти для його знищення.
- Меггі (англ. Maggie), слідопит, здібності якої дозволяють їй вислідковувати звіра на карті і тимчасово паралізувати його (купол-арена або гарпуни, що ставляться на землю), не даючи звіру сховатися від інших мисливців. Має при собі особисту тварину Дейзі (англ. Daisy), яка йде по сліду монстра і здатна піднімати поранених союзників;
- Гриффін (англ. Griffin), слідопит-ветеран який пишається своєю роботою і забирає трофеї з своїх полювань для їх подальшої демонстрації. Гриффін поважає монстрів планети Шир за їх розум і ставиться до них з більшою повагою, ніж до всіх інших за часи його попередніх полювань. Його здібності дозволяють вислідковувати звіра на карті за допомогою звукових датчиків і тимчасово паралізувати його за допомогою купол-арени і ручного гарпуна, не даючи звіру сховатися;
- Ейб (англ. Abe), ковбой та шукач пригод. У нього є пістолет, яким він може поміщати датчики на їжу монстра або на самого монстра. Коли звіра буде знайдено він може паралізувати його за допомогою стазис-гранат і завдавати ушкоджень за допомогою особистої рушниці;
- Ворона (англ. Crow), розуміє планету краще, ніж більшість, що робить його ідеальним як Слідопита. Тепер Ворона і його вихованець Гобі (англ. Gobi) збираються, щоб позбутися від монстрів одним куполом одночасно. Його стазиз рушниця може уповільнювати монстра, а довгоствольна кінетична рушниця дозволяє завдавати ушкодження напряму здоров’ю монстра (без необхідності зняття його броні) за допомогою спеціального зарядженого пострілу. Також він може відпускати Гобі для того, щоб той патрулював зону попереду Мисливців та передавав координати (підсвічував) усіх живих істот.

Штурмовики:
Класова здібність — це особистий щит, який може витримати будь-що, але діє дуже короткий період часу.
- Марков (англ. Markov), ветеран війни, який мріє про смерть у «славній битві». Здатний завдавати ворогу значних ушкоджень як у ближньому (електрична штурмова гвинтівка), так і у дальньому бою (далекобійна автоматична гвинтівка);
- Хайд (англ. Hyde), садист та психопат, який приєднався до мисливців тільки через жагу до вбивства монстрів. Озброєний вогнеметом і автоматичним кулеметом;
- Парнел (англ. Parnell), один із перших рекрутів команди мисливців. Він був частиною програми, метою якої було створити «солдатів-берсерків», на жаль, вона провалилася і зараз він працює з Кеботом як спеціаліст із тактики. Дробовик Парнела та його ракетна установка дозволяють йому воювати з монстром як на дальній так і на близькій відстані. Він одягнутий у костюм берсерка, який дає йому властивість «супер солдат», що підвищує швидкість руху і скорострільність, коштуючи йому деякої кількості здоров'я;
- Торвальд (англ. Torvald), вижив під час евакуації від атаки монстрів, але був роздертий на шматки, а потім за допомогою імплантатів лікарі подарували йому нове життя. Володіє автоматичною рушницею для бою на близькій відстані та мінометною гарматою для дальньої відстані. Також може кидати шрапнельні гранати.

Бійці підтримки:
Класова здібність — це можливість зробити всю команаду невидимою на деякий період часу.
- Хенк (англ. Hank), боєць підтримки, здібності якого дозволяють йому захищати товаришів по команді за допомогою щита-проектора; він також може викликати орбітальне бомбардування вибраної ділянки карти;
- Бакет (англ. Bucket), робот, який спочатку був зайнятий пілотуванням корабля мисливців. Серед його здібностей голова-безпілотник з камерою високої роздільної здатності, також він може ставити мобільні турелі, які завдають значних ушкоджень звіру або воювати на великій відстані за допомогою ракетниці з самонавідними ракетами;
- Кебот (англ. Cabot), лідер усієї команди мисливців. У нього є здібність скидати на вибрану ділянку бомбу, після вибуху якої всі живі істоти на цій ділянці будуть підсвічені, та їх можна буде бачити навіть крізь стіни та камені. Рейкова гармата дає можливість стріляти у все, навіть якщо воно знаходиться за якоюсь перешкодою. Також, у нього є помножувач ушкоджень, який дозволяє членам команди завдавати більших ушклджень вибраній цілі;
- Санні (англ. Sunny), володіє найбільш сильною зброєю серед усіх Мисливців. Її міні-ядерна рушниця завдає дуже великих втрат за один постріл. Також може випускати дронів, які генерують щити та можуть приймати постріли за Мисливців, що знаходяться неподалік від місця розташування дрона. Має можливість підсилювати потужність реактивного ранця Мисливців.

Медики:
Класова здібність — це надання додаткової кількості здоров'я усім союзникам у радіусі дії.
- Вел (англ. Val), здатна відновлювати здоров'я товаришів, і за допомогою гвинтівки із снайперським прицілом і рушницею послаблювати монстра, підсилювати ушкодження, що завдаються йому союзниками або уповільнювати та підсвічювати його на візорі для членів команди;
- Лазар (англ. Lazarus), здатен оживляти померлих товаришів, ставати невидимим і за допомогою гвинтівки із снайперським прицілом вести бій з великої відстані;
- Кайра (англ. Caira), єдиний мисливець, що походить з планети Земля, вона також брала участь у дослідах монстрів які населяють планету Шир. Її основна зброя — це гранатомет, який стріляє двома типами набоїв: напалмовими гранатами та гранатами, які відновлюють здоров'я товаришів у радіусі дії. Вона також може включати здібність, яка підвищує швидкість руху товаришів по команді;
- Слім (англ. Slim), мутант, ветеран Мутагенної Війні, що воюював на стороні бунтівників. Може запускати дрона, що буде лікувати його товаришів – це дозволить Сліму не відволікатися від ведення вогню по монстру. Основна зброя – це рушниця, що ослаблює монстра і за рахунок цього його класова здібність швидше перезаряджається.

#### Монстри
Голіаф (англ. Goliath)
Голіаф є дуже міцним монстром у ближнього бою з універсальними можливостями.
- Кидок скелі: монстр бере великий шмат землі і кидає його на вибрану площу.
- Вогняне дихання: монстр плює струменем рідкого полум'я, що завдає ушкоджень протягом короткого часу.
- Стрибок: монстр стрибає і б'є кулаком по площі на яку приземлюється.
- Зарядка: монстр кидається вперед, відкидаючи ворогів з якими стикається.

Кракен (англ. Kraken)
Кракен — літаючий монстр, який може битися на великих дальностях. Завдає ушкодження електрикою.
- Удар блискавки: монстр робить великий вибух на певній території.
- Міни Баньші: монстр розташовує міни, які притягуються до ворогів поблизу.
- Вихор: монстр стріляє рухомою стінкою енергії, що відкидає ворогів.
- Землетрус: випромінює енергетичний сплеск, який б'є ланцюгом електрики прилеглих ворогів.

Привид (англ. Wraith)
Привид — це стелс-орієнтований у ближньому бою монстр з хитрими здібностями.
- Викрадення: монстр кидається вперед, хапаючи мисливця, а потім швидко повертається до точки початку дії здібності.
- Деформація вибуху: монстр телепортується в обраному місці, випускаючи вибух після прибуття.
- Приманка: створює тимчасовий клон одночасно приховуючи самого гравця.
- Супернова: випускає вибух навколо себе, в той же час підвищуючи завдавані ушкодження мисливцям і швидкість атаки.

Чудовисько (англ. Behemoth)
Чудовисько — найбільший монстр у грі. Він може похвалиться високою кількістю броні та здоров'я. На відміну від інших монстрів Чудовисько не може стрибати, він може тільки лазити по скелях, однак дуже повільно. Щоб рухатися швидко, він перетворюється на велику кулю із каменю і котиться по землі.
- Лавові бомби: ефективні на близькій та дальній відстані, ці бомби діляться на фрагменти і продовжують горіти на ділянці навколо них, включаючи будь-яких мисливців, які опинилися в радіусі ураження.
- Стіна з камнню: Чудовисько створює велику напівкруглу скелю, що заманює у пастку жертв всередині з монстром, або відділяє його від нападників.
- Захват язиком: Чудовисько використовує свій язик, як гарпун, щоб вирвати ціль на відстані і притягнути її до себе.
- Тріщина: хвиля вибухів виходить з Чудовиська, ушкоджуючи місцевість, обпалюючи і оглушаючи все на своєму шляху.

Turtle Rock Studios дозволила фанам гри вибрати назву для цього монстра і назва «Behemoth» перемогла.